# 欧阳良助
欧阳良助（1900年5月13日—1975年3月28日），安徽东至人，中华人民共和国政治人物、教育家。曾任贵池县人民政府副县长、安徽省贵池中学校长。

## 简介

### 早年经历
欧阳良助是清朝安徽省至德县奠龙乡北山村（今安徽省池州市东至县洋湖镇北山村，原属高山乡）人，乃当地廪生欧阳孔悦（1879-1946年）之长子，欧阳惠林（1911-2009年）之胞兄，于1900年5月13日（光绪二十六年四月十五日）出生于北山村一户欧阳姓人家。民国七年（1918年）6月，毕业于贵池中学。到国立武昌高等师范学校进读数学。1919年，五四运动爆发，他作为学生代表，参加游行示威。1922年，从此校毕业。

### 工作后经历
毕业后，欧阳良助先后在宿县的安徽省立第四农业学校和位于芜湖的安徽省立第五中学、安徽省立第二女子师范担任数学教师。
1925年，欧阳与宫乔岩、李克农、钱杏邨等人合作，在芜湖创办私立“民生中学”。次年，该校被北洋政府安徽省警察厅强制停办。欧阳良助被迫加入中国国民党。
1927年2月4日，国民革命军第六军军长程潜攻占秋浦县城，欧阳良助被推为国民党左派秋浦县常务委员。4月12日，蒋介石发动四一二政变，秋浦县国民党左派党员被杀戮殆尽，欧阳被迫出走武汉，7月又回到安徽。
1929年初，胞弟欧阳惠林在国立安徽大学被中华民国安徽省军事当局逮捕，欧阳良助在安庆呼吁各方营救，在社会舆论压力下，当局被迫释放被捕学生。欧阳不久退出国民党，重新从教。1929年至1937年，在贵池、六安、阜阳、安庆等地的八所中学任教。
卢沟桥事变爆发后，1937年11月，安徽省政府在至德县创建省立第四临时中学，欧阳良助旋即就任该校教师。欧阳良助于1938年8月随学校抵达长沙；其间，欧阳与在中共湖南省委工作的欧阳惠林相会。在湘西流亡期间，原安徽省立第四临时中学更名为永绥中学（国立八中第十分部），并担任朱镕基的数学老师和班主任。
二战结束后，国立八中绝大部分安徽籍男生迁回贵池，改名为安徽省立贵池中学，欧阳良助继续担任校长。1949年4月上旬，为了击退在贵池县池阳镇活动的中华民国国军残留部队的骚扰，欧阳下令全校在校师生坚守岗位，全力保护教学设施，自己前往下清溪躲避中共军队炮火，等待中国人民解放军接管贵池县政府后才回城。
1949年7月，省立贵池中学与贵池县中学合并，改名皖南区贵池中学；1952年又改名为安徽省贵池中学，欧阳续任校长。

### 从政经历

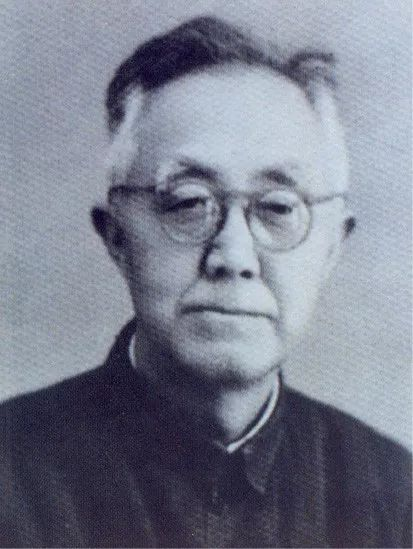
1962年的欧阳良助

1950年6月，欧阳出席皖南行署区第一届人民政治协商会议，后担任在安徽省第一、二、三届人民政治协商会议委员。1959年7月，被选为贵池县人民政治协商会议第一届委员会副主席。1963年11月，连任县政协第二届委员会副主席。
1956年12月至1966年12月，欧阳良助先后三次被选举为贵池县人民政府副县长，分管全县文化、教育事务。

### 退休后经历
1966年12月，文化大革命爆发后，欧阳良助被迫辞去贵池县副县长职务。1967年初，他被县革命委员会下放到池州城区东南方2公里的贵池县示范农场。
1968年8月，其妻张瑞雯因长期思念远在台湾的爱子欧阳冰若忧郁病故。欧阳因此也患有忧郁症。年底，他由农场迁回城内。
1975年春节前夕，欧阳良助赴南京探望在中共江苏省委工作的欧阳惠林，因风寒引起肺炎。医治无效，于1975年3月28日在南京市逝世。
其骨灰迎回池州，安葬在齐山公墓。

## 评价

### 为师
欧阳良助师德高尚、爱生如子。1949年8月，贵池中学内发生械斗案件，一名学生被击倒。他扑在该生身上，平息械斗。

### 为官
欧阳良助为人忠厚，慎独寡言，规劝贵池县全境的知识分子，无论党派，都要接受中共领导。